# Touaregs
Pour les articles homonymes, voir Touareg (homonymie).
Les Touaregs, qui se nomment eux-mêmes les Kel Tamajeq, (en berbère : ⴾⵍ ⵜⵎⴰⵣⵗⵜ Kel Tamajeq) sont une ethnie berbérophone , divisée en plusieurs confédérations et tribus, ces berbérophones (Amazighs en berbère) du Sahara central et ses bordures (Algérie, Libye, Niger, Mali et extrême nord Burkina Faso). À la différence des bédouins arabes, ils parlent une langue berbère, le tamajeq, et utilisent un alphabet appelé tifinagh (prononcé en français tifinar). Ils occupent la plus grande des régions berbérophones.
Traditionnellement nomades, leur sédentarisation s'accélère depuis la seconde moitié du XXe siècle. Ils sont confrontés à des formes d'assimilation culturelle et linguistique (acculturation) et à une marginalisation économique et politique (de) qui les ont conduits à la lutte armée dans les années 1990. Beaucoup ont abandonné le nomadisme pour se fixer dans les grandes villes du Sahara, comme Tamanrasset en Algérie ou Agadez au Niger, ou les capitales des États sahéliens (Bamako, Niamey).

## Dénominations étymologie
Pour se qualifier, les Touaregs n'utilisent pas le mot « touareg », un exonyme d'origine arabe, mais se désignent soit en tant que « Kel Tamajeq », qui signifie « ceux de la langue tamajeq », Imuhagh, Imajaghen ou Imushagh,, (sing. amajagh), termes employés pour désigner les « nobles », ou les « hommes libres ».
Les Touaregs se désignent aussi sous le nom de « Kel Tagelmust », signifiant « ceux du tagelmust », en référence au tagelmust, voile que les hommes touaregs portent autour de la tête, ou encore « Kel tefinagh », qui signifie « les gens des tifinagh », en référence au tifinagh, l'alphabet qu'ils utilisent.
Tamahaq, Tamajaq et Tamachaq sont des variations dialectales du mot tamazeq (tamazeght)   qui est la langue maternelle des touareg les kel-tamasheq c'est-à-dire les touaregs. Touareg[réf. souhaitée].
Il existe plusieurs hypothèses concernant l'origine du mot « Touareg », qui n'est attesté qu'à partir du XIXe siècle. Selon Léon l'Africain, explorateur d’Afrique du nord au XVIe siècle, il semblerait que « Touareg » dérive du nom de la région de Targa (qui signifie « rigole » ou « vallée » en berbère), dans le Fezzan en Libye, dont selon lui, nombre de groupes touaregs seraient originaires.
À l’époque coloniale, les Français ont utilisé et popularisé la dénomination Touareg comme le pluriel de targui (féminin targuia). Cette pratique est aujourd'hui le plus souvent abandonnée et on l'accorde désormais selon les règles du français (Touareg/Touaregs/Touarègue). Il fut également utilisé le terme vernaculaire tamahek.
Chez les Subsahariens les Touaregs sont appelés Souraka (Surakau), ou Soura-Ka, « les gens de Soura » ou « les gens du Nord ».

## Représentation

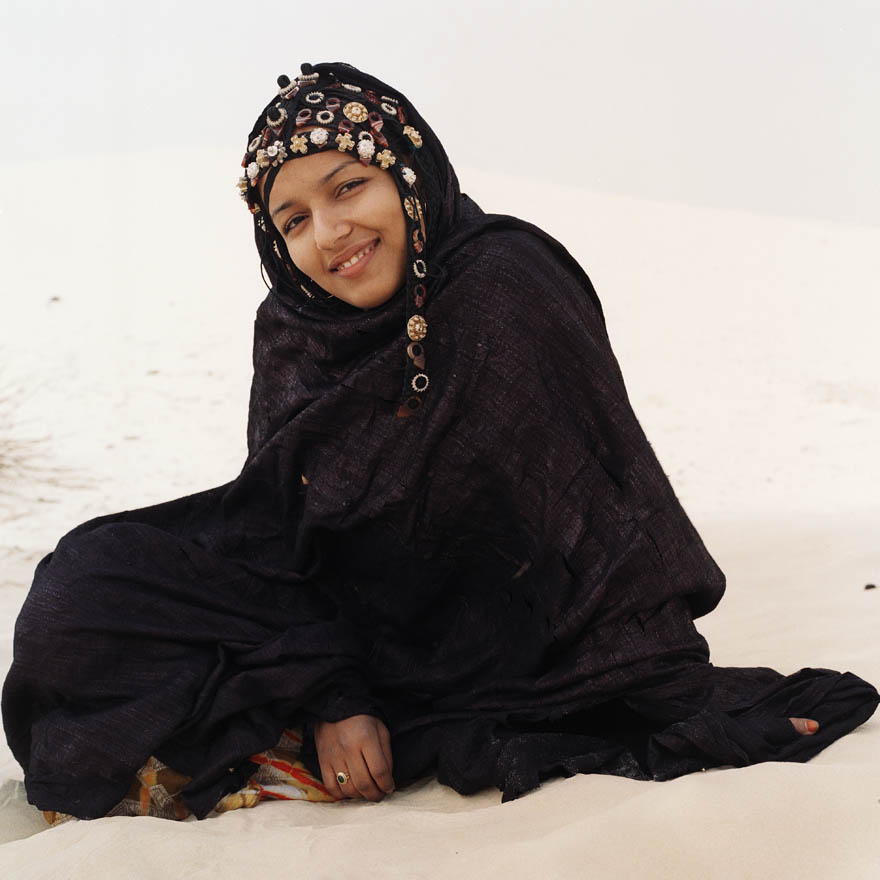
Femme Touareg

Parfois appelés les « hommes bleus », d’après la couleur du voile porté par les hommes (teint avec de l’indigo, il se décolore sur la peau avec le temps), les Touaregs ont fait l'objet de nombreuses représentations, en particulier chez les Occidentaux. Auparavant, l'indigo dominait au sud, dans les palmeraies de la vallée du Draâ. Aujourd'hui, cette culture a été abandonnée. Les toiles bleues sont importées directement de France, de Belgique, d'Espagne ou de Chine.
Henri Duveyrier notifie sur les Touaregs dans son ouvrage Les Touaregs du Nord en 1864 : Berbère à la peau blanche peu islamisé, guerrier farouche avec son bouclier de cuir d'antilope qui a macéré dans du lait aigre, appartenant à une société féodale basée sur le matriarcat, dont le nomadisme est assimilé à la liberté, la sagesse et la simplicité, c'est un « seigneur du désert » mystérieux par sa tenue, son voile.
- Ethnographie : Jean-Noël Ferrié, « Le comparatisme diachronique et l’ethnographie des Touaregs », sur books.openedition.org, sd (consulté le 22 novembre 2021)

## Territoires

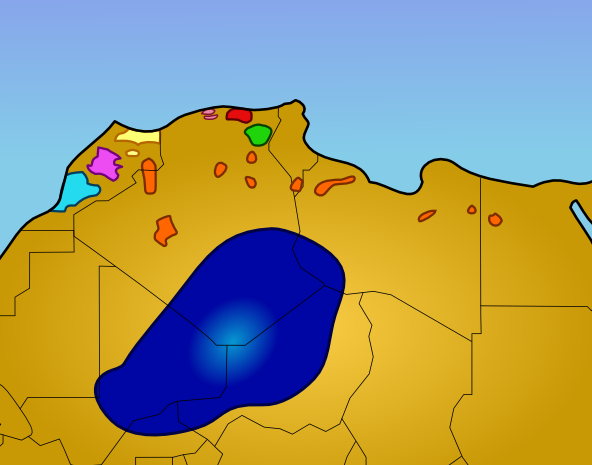
Localisation des variantes berbères en Afrique du Nord.
Chleuh
Braber
Rifaine
Chenouis
Kabyle
Chaoui
Touareg
Saharienne

Répartis et divisés en plusieurs confédérations et tribus, un million et demi de Touaregs vivent dans cinq pays africains : le Mali, le Niger, l'Algérie, la Libye et le Burkina Faso. À l’intérieur de ce territoire, et dans le commerce transsaharien, les Kel Tamajeq se sont longtemps joués des limites des États. Ceux-ci ont pourtant réussi à leur inculquer les normes de la douane et des passeports.
Ce territoire, appelé tinariwen (les déserts), est, comme son nom l’indique, découpé en plusieurs terres. De ces nombreux déserts, il y a le désert proprement dit : le Ténéré. Les autres terres sont plus ou moins arides, plates et montagneuses, parmi lesquels on peut citer celles qui font l’objet d’un article ici : Adrar, Azawad, Azawagh, Hoggar, Tanezruft, Tassili n'Ajjer, Tawat (Touat), Tadmaït, le désert Libyque ou encore Tibesti.

### En Libye
Une partie de la confédération des Kel Ajjer vit en Libye. Leur territoire se trouve dans le Fezzan, entre Ghat, Oubari et Ghadamès. Il n'y a pratiquement plus de nomades. Ils sont bien intégrés dans la société libyenne. Leur connaissance de la langue tamahaq diminue. Il y a différentes manifestations culturelles où leur patrimoine culturel est entretenu. Depuis qu'ils ont leur propre milice, ils jouissent également d'une certaine autonomie politique.

### Au Mali
Trois confédérations sont présentes au Mali : les Kel Adrar ou Kel Adagh (région administrative de Kidal), la branche Kel Ataram des Iwellemmeden (région administrative de Gao) et les Kel Antessar ou Kel Ansar (région administrative de Tombouctou).

### Au Niger

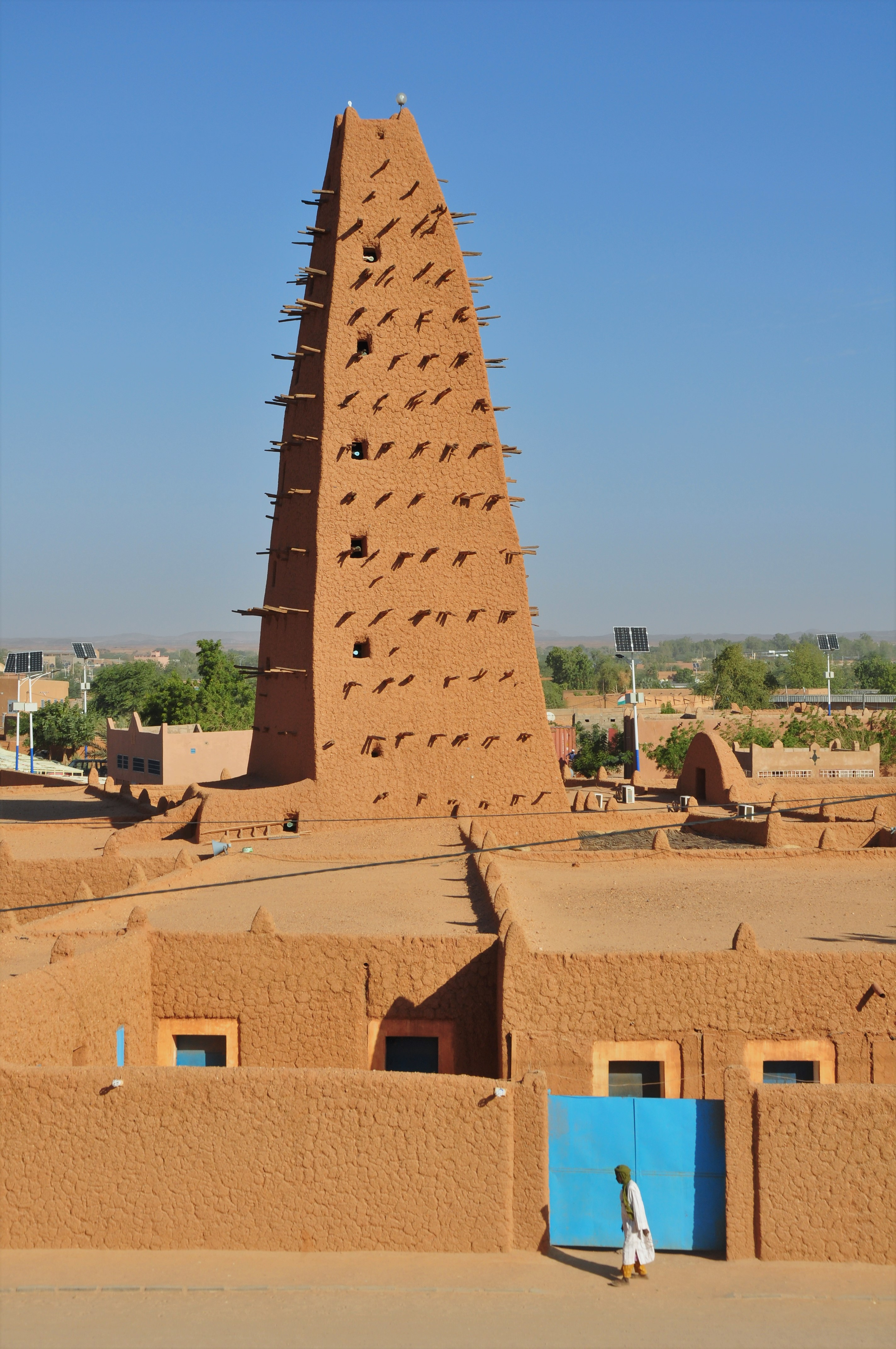
La grande mosquée Emiskine d'Agadez.

Les Touaregs sont disséminés dans toutes les régions du Niger notamment la totalité des régions d'Agadez et Tahoua, la partie septentrionale des régions de Dosso et de Maradi, le centre et nord de la région de Zinder et l'ouest de la région de Diffa, l'ouest et le nord de la région de Tillaberi. Les Touaregs sont subdivisés en plusieurs groupes.

### En Algérie
En Algérie, il existe deux confédérations : les Kel Ahaggar et les Kel Ajjer. Les Kel Ahaggar vivent dans les environs du Hoggar dans le sud de l'Algérie, leur centre est Tamanrasset. Au cours des dernières décennies, de nombreux Algériens se sont installés ici en provenance du nord, de sorte que les Touaregs constituent une minorité. Il y a encore des nomades, peut-être 10% des Kel Ahaggar. Pour eux, le tourisme est très important.
Les Kel Ajjer vivent dans la région du Tassili n'Ajjer. Leurs centres sont Djanet et Illizi. Il y a encore quelques nomades, surtout des semi-nomades. Le tourisme est très important. Le Parc culturel du Tassili leur offre également des emplois.

### Au Burkina Faso
Des villes et villages touaregs qui font l’objet d’un article ici sont listés ci-après, avec éventuellement en italique la transcription de l’équivalent en berbère :
- Abalagh
- Agadez
- Aguel'hoc
- Essouk
- Djanet
- [Tidene]
- Illizi (Alezi)
- Gao (Gawa)
- Ghat
- Tchin-Tabaraden (In Tibaraden)
- Keita
- Kidal
- Tamanrasset (Tamanghasat)
- Tessalit
- Tombouctou (Tin Bektu)
- Arlit
- Arawan
- [Tafadeck]
- Ganat (Djanet)
- Ghadames
- Iferwan
- In Gall
- In Asalagh (In Salah)
- Manaka
- Serdeles
- Tanut
- Tawa (Tahoua).
- Tchighazren
- Teliya
- Oubari

## Histoire

### Antiquité et Moyen Âge

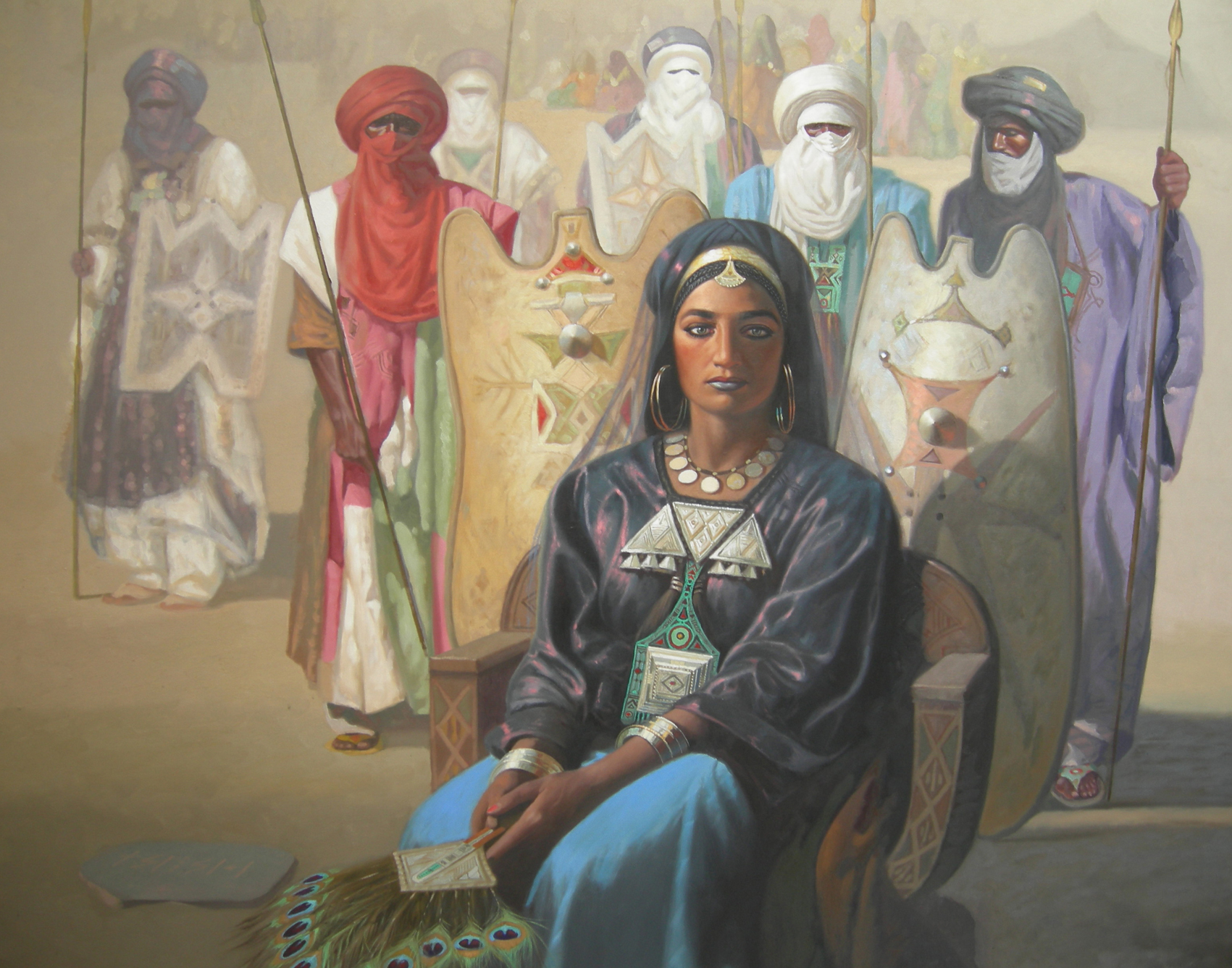
Peinture contemporaine de Tin Hinan, ancienne reine berbère du Hoggar

Les Touaregs sont issus des habitants nomades du Sahara, engagés dans des processus d'échanges anciens. En a résulté une communauté se caractérisant en premier lieu par une langue commune, le tamajeq, apparentée aux langues berbères parlées en Algérie et au Maroc.
Dans l'Antiquité, les Touaregs se sont déplacés vers le sud vers le Sahara à partir de l'Afrique du Nord. Les Kel Ahaggar seraient issus de la reine fondatrice touarègue, Tin Hinan, qui aurait vécu entre le IVe et le Ve siècle. La tombe monumentale de la matriarque de 1500 ans est située au Sahara à Abalessa dans les monts Hoggar du sud de l'Algérie. Des vestiges d'une inscription à Tifinagh, l'écriture traditionnelle libyco-berbère Touareg, ont été trouvés sur l'un des anciens ponts du sépulcre. Les comptes externes d'interaction avec les Touaregs sont disponibles depuis au moins le Xe siècle. Ibn Hawqal, El-Bekri, Edrisi, Ibn Battuta et Léon l'Africain, tous ont documenté les Touaregs sous une forme quelconque, généralement comme Mulatthamin ou « Les voilés ». Parmi les premiers historiens, savant du XIVe siècle, Ibn Khaldûn a probablement quelques-uns des commentaires les plus détaillés sur la vie et les personnes du Sahara, bien qu'il n'ait apparemment jamais réussi à les rencontrer. Certaines études ont relié le Touareg à la civilisation ancienne égyptienne et le royaume Garamante.
L'organisation politique des Touaregs est appelée "Tamanokal" qui signifie "Royaume". Ils forment ainsi des véritable royaume de nomades à l'instar des peuples turco-mongols de l'Asie centrale.
Au début du XIe siècle les Touaregs créent le royaume de Tigidda dans l'Ayer et celui de Tadmakkat dans les régions de l'Adrar des Ifoghas. Ces royaumes centrés sur des villes des mêmes noms constituaient des centres majeurs du commerce transsaharien.
Au début du XVe siècle les Touaregs isandalan fondèrent le sultanat de l'Ayer afin de mettre fin aux guerres entre les groupes touaregs de l'Ayer et contrôler le commerce transsaharien.
Les tribus touaregs nobles (Imajaghan) avaient pour mission, à l'époque précoloniale, d'assurer la protection de leurs vassaux et esclaves. Elles vivaient des revenus générés par le commerce caravanier entre la région côtière de l'Afrique du Nord et le Soudan (aujourd'hui le Sahel), qui traversait leur territoire. Elles assuraient la protection des caravanes, mais effectuaient aussi parfois elles-mêmes le transport avec leurs chameaux de bât. Elles exigeaient un droit de passage pour les marchandises transportées. Lorsque les caravanes tentaient de contourner ce droit, elles se dédommageaient en les attaquant et en les pillant. Les tributs versés par leurs vassaux constituaient une autre source de revenus,.
Les Imajaghan étaient une caste guerrière noble qui prouvait son courage et ses compétences lors de guerres et de raids. Les guerres étaient rares, mais les raids, également appelés rezzous, étaient fréquents. Un rezzou réussi était profitable et apportait beaucoup de reconnaissance, ce qui se reflétait également dans les chansons et la poésie des Touaregs. Ce n'était pas tant le fait d'avoir surmonté une grande résistance qui apportait la gloire, mais plutôt le fait que le butin soit important et que les victimes aient été prises par surprise grâce à la ruse. Les cibles étaient souvent les camps nomades d'autres confédérations touaregs avec lesquelles on ne se sentait pas lié, mais aussi les Chaambas, qui nomadisaient dans le nord du Sahara algérien, et les Toubous, les Haoussas et les Peuls dans la zone sahélienne.
La saison des rezzous commençait généralement après les premières pluies. Ainsi, les chameaux trouvaient suffisamment de nourriture sur le chemin aller et retour. On choisissait de préférence des cibles éloignées, car les rezzous entraînaient souvent des contre-rezzous, qui étaient plus faciles et plus rapides à organiser sur de courtes distances,. On pillait tout ce que l'on pouvait emporter, mais surtout les chameaux. Cependant, grâce à des négociations, il était possible pour les victimes de récupérer plus tard une partie ou la totalité de leur butin. À partir du milieu du XIXe siècle, leurs vassaux (Imghad) participèrent également aux campagnes militaires et aux raids et organisèrent leurs propres rezzous. C'était l'époque où ils étaient également autorisés à posséder des chameaux. - Les nombreuses rezzous et contre-rezzous menées et subies par les Touaregs du nord dans la seconde moitié du XIXe siècle ont toutefois conduit à leur appauvrissement, car le retour devait se faire dans l'urgence, ce qui entraînait la perte de nombreux animaux, épuisés ou éloignés du groupe. - Lors des campagnes militaires des Touaregs, des prisonniers étaient également faits, puis gardés comme esclaves ou vendus, quel que soit leur statut social antérieur. - Pendant la période où leur colonisation n’était pas encore terminée (vers 1900 à 1920), les commandants militaires français ont toléré ou autorisé des rezzou de la part de groupes ethniques qui s’étaient soumis à eux contre les tribus touaregs qui résistaient aux Français. Par la suite, tous les rezzous et les campagnes militaires menées pour leur propre compte ont été interdits.

### Période coloniale
En mai 1902, l'affrontement de l'armée française avec des Touaregs à la bataille de Tit est une étape majeure de la soumission des Touaregs du Hoggar. Les Touaregs avaient auparavant décimé un régiment de l'armée française lors du combat de Takoubao. Au début du XXe siècle, les Touaregs sont le dernier peuple d'Afrique de l'Ouest soumis par les Français, et leurs terres sont réparties entre le Niger, le Mali, l'Algérie et la Libye. Ces pays ignorèrent en général leurs minorités touarègues récalcitrantes, les laissant vivre dans le désert avec leurs chameaux et leurs chèvres. Mais, lors des dernières décennies, à cause d'épisodes fréquents de sécheresse, les familles touarègues peinent à nourrir des troupeaux importants. Jean-Claude Rosso témoigne « Les animaux sont tout pour un Touareg, m'a un jour expliqué un vieux nomade. Nous buvons leur lait, nous mangeons leur viande, nous utilisons leur peau, nous les échangeons. Quand les animaux meurent, les Touaregs meurent ».
Durant cette période coloniale, l'une des personnalités marquantes fut Moussa Ag Amastan (1867-1920). Il était l'amenokal (chef) des Touaregs Kel Ahaggar, un groupe touareg du Hoggar, en l'Algérie. Il a été un leader charismatique, connu pour son intelligence politique et sa capacité à négocier avec le régime colonial français. Il a tenté de préserver les intérêts de son peuple tout en établissant des relations diplomatiques avec le régime colonial français afin de maintenir la paix. En 1910, il fit un voyage en France qui eut pour nom de code : "Mission Touareg", durant lequel il visita la tour Eiffel et assista à l'arrivée du Circuit de l'Est, avant de décéder en décembre 1920.

### Histoire récente
Ces dernières années, les Touaregs du Niger et du Mali se sont révoltés, affirmant que le gouvernement délaisse leurs régions.
Les Touaregs qui résident dans la partie la plus aride et la moins peuplée du Mali se révoltent assez souvent, pour protester contre, au mieux, l'oubli ou l'indifférence du pouvoir central. Ces révoltes provoquent à chaque fois un léger ralentissement du développement.
La rébellion touarègue de 2012, suivie de la guerre du Mali est la plus récente révolte. Parmi les groupes actifs, le Mouvement national pour la libération de l'Azawad (MNLA), la coordination sécuritaire des mouvements de l'Azawad à Kidal (CSMAK) et l'alliance de groupes indépendantistes et autonomistes (CMA).
Depuis la guerre civile libyenne de 2011, le sud de la Libye est également le lieu d'affrontements entre Touaregs et Toubous,.
Plusieurs cycles de négociations ont eu lieu entre le Mouvement national pour la libération de l'Azawad et le gouvernement malien depuis le milieu de l'année 2013, ces discussions étant toujours en cours dans le but de parvenir à une résolution définitive pour la question de l'Azawad, que ce soit à travers une forme d'autonomie ou toute autre solution,. L'Algérie a cherché à réunir les acteurs maliens en initiant des dialogues à partir de 2013, aboutissant à la signature de l'accord de paix. Cependant, le Conseil militaire au Mali a mis fin à cet accord avec le Mouvement national pour la libération de l'Azawad en 2015,. Certains observateurs anticipent que cette décision pourrait accentuer les troubles dans la région, avec une intensification des tensions entre les autorités centrales et les Touaregs dans le nord en raison du renforcement du pouvoir militaire, de la coopération avec le groupe russe Wagner, et de l'expulsion des forces françaises et des Nations unies. L'effondrement de l'accord est attribué au non-respect de certains signataires de leurs engagements et la dégradation des relations du nouveau pouvoir malien avec l'Algérie, qui jouait le rôle principal de médiateur dans cet accord,,,.

## Vie sociale

### Organisation politique
La société touarègue est organisée en tribus (tawsit), dirigées par un chef de tribu (amghar) divisées elles-mêmes en fractions.
Les tribus sont rassemblées actuellement en sept confédérations (ettebel) à la tête de laquelle se trouve un amenokal. Le terme de confédération a été créé par l'administration coloniale pour désigner les familles ou groupes de familles qui se reconnaissent sous l'autorité d'un aménokal, autorité qui est d'ailleurs loin d'être absolue. Un chercheur comme Pierre Boilley plaide pour une expression plus neutre, « groupement politique ».
Ces confédérations sont les Kel Ahaggar en Algérie et au Niger, Kel Ajjer en Libye et Algérie, Kel Aïr au Niger, Azawagh au Niger et Azawad ou Kel Attarram au Nord du Mali, Kel Adagh au Mali (Nord), Tadamakkat au Mali et Oudalan au Burkina Faso.
L'organisation politique est différente pour les tribus de l'Aïr. Les Iteysen et les Kel Geress mettent en place un système appelé iγollan. D'autres tribus comme les Kel Ferwan et les Kel Fadey qui refusent ce système sont chassées de la région. Ce système refuse la hiérarchie entre tribus des ettebel et les tribus ont le même pouvoir politique au sein de l'iγollan, regroupement de tribus. Chaque tribu est dirigée par un aγolla et le chef des iγollan est choisi parmi les aγolla. Un sultan, amenokal ou amenukal est présent dans ce système : exterieur au monde touareg, il est chargé de faire l'intermédiaire et l'arbitre entre les tribus de l'iγollan lors de conflits internes. Vers la fin du XVIIe siècle, les Kel Owey, autre tribu de l'Aïr, gagnent en puissance militaire et repoussent les autres tribus de l'iγollan. Les Kel Owey font évoluer le système de l’iγollan : la fonction d’anastafidet est créée. Son titulaire réside à Assodé dans un premier temps puis à Agadez à partir de 1917. Il reprend le rôle du sultan alors que ce dernier devient l'intermédiaire entre les Kel Owey et les tribus qui ont été repoussées hors de l'Aïr,.

### Une société à structure féodale
Si la société touarègue est hiérarchisée, sa structure ne s'apparente pas aux hiérarchies figées occidentales. Chacune des classes sociales, articulées selon leurs fonctions sociales spécifiques, se fréquentent et se mêlent au quotidien, unies dans des relations de plaisanterie codées. Il existe trois grandes catégories sociales :
- Imajaghan (sg. amajegh) : tribus nobles[64], principalement des guerriers qui ont pour fonction de protéger les autres tribus vassales ; chacune possède une clientèle d'imghad qui lui verse un tribut ;
- Ineslemen : tribus maraboutiques (au singulier ineslem signifie « musulman »), considérées comme nobles aussi[65] ;
- Imghad (sg. amghid) : tribus vassales ;

À ces catégories s'ajoutent :
- Inaden (Inhadan) (sg. enad) : forgerons (en fait plus généralement les artisans) noirs ;

Traditionnellement, les Inhadhen sont classifiés essentiellement suivant leur savoir-faire technique et la tribu ou fraction à laquelle ils sont rattachés. Ils sont considérés comme un groupe social à part, détenant un savoir-faire technique spécifique et indispensable, mais avec lequel tous s'abstiennent d'avoir des liens de mariage.
- Irawellan : anciens captifs touaregs ;
- Iklan (sg. akli) : esclave ou si l'on préfère serviteur (Bellas en langue songhaï, Bakin bouzou langue haoussa).

### Une société à filiation matrilinéaire
La société touarègue a pu être désignée comme matriarcale. Il s'agit en fait d'une filiation matrilinéaire, c'est-à-dire que l'enfant reçoit le rang social de sa mère (noble, vassale, esclave) et appartient à la tribu de cette dernière quelle que soit la qualité de son père. De même, le pouvoir politique se transmet par les femmes,,,. De façon générale, les femmes touarègues ont un statut élevé par rapport à leurs homologues arabes.
Les Touaregs sont monogames, sauf quelques exceptions. Le futur marié doit apporter une dot composée de terres, de bœufs et de dromadaires. La tente et son ameublement est fournie au couple par la famille de la mariée, cette dernière en garde la propriété en cas de divorce dont elle peut avoir l'initiative. L'ex-mari sera donc sans toit. Les mariés appartiennent presque toujours à la même caste.

## Culture

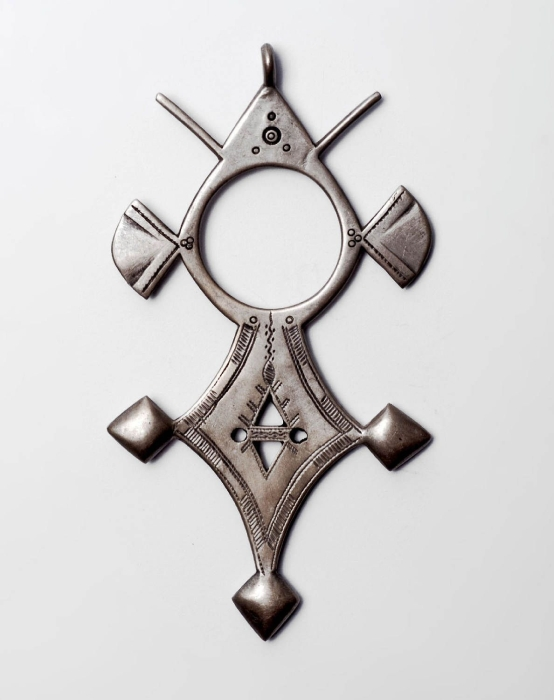
Bijoux Touareg. Pendentif représentant une Croix du Sud ou Croix d'Agadez.

Les aspects distinctifs de la culture touarègue comprennent les vêtements, la nourriture, la langue, la poésie, la religion, les arts, l'astronomie, l'architecture nomade, les armes traditionnelles, la musique, les films, les jeux et les activités économiques. Leur héritage berbère est confirmée par l'usage de l'alphabet (tifinagh) et la même base linguistique : le tamasheq.

### Education

1991 : Des enfants nomades font leurs devoirs. Oued Samene, sud-est de l'Algérie

Dans l'éducation des enfants nomades, les Touaregs accordaient une grande importance à ce que ces derniers puissent établir de nombreux liens avec l'extérieur et développer un réseau social aussi large que possible. En 1998, on a fait passer des tests aux enfants touaregs de sept ans. On a été étonné de voir qu'ils pouvaient citer les ancêtres et les parents d'un Targi, même s'ils ne le connaissaient pas, que ce soit en raison de l'origine ou de la distance. Mais d'autres formes de connaissances dans le domaine socioculturel étaient également encouragées, comme la maîtrise d'autres langues ou même des séjours linguistiques chez des alliés ou des clients. (Cela concernait les garçons, car les hommes étaient responsables des relations avec l'extérieur.) La promotion de la mémoire se manifestait également lorsqu'un Targi se souvenait d'une seule rencontre il y a dix ans sur une piste désertique, qui n'avait duré que quelques minutes, à un endroit précis et dans un contexte précis, décrit en détail.
La quête de connaissances sous diverses formes, mais dans la conscience qu'elle doit favoriser la mobilité, la communication et l'adaptation, a été remarquée par de nombreux observateurs. Ainsi, une jeune Targia issue d'un milieu religieux a raconté avoir suivi une double formation, dans une medersa, une école musulmane en arabe, et dans une école française, dans les années 1990. Son père avait justifié ce choix en disant que le savoir et la religion n'étaient pas la même chose. Pour lui, le savoir se trouvait dans toutes les cultures et devait être recherché partout,.

### Vêtements

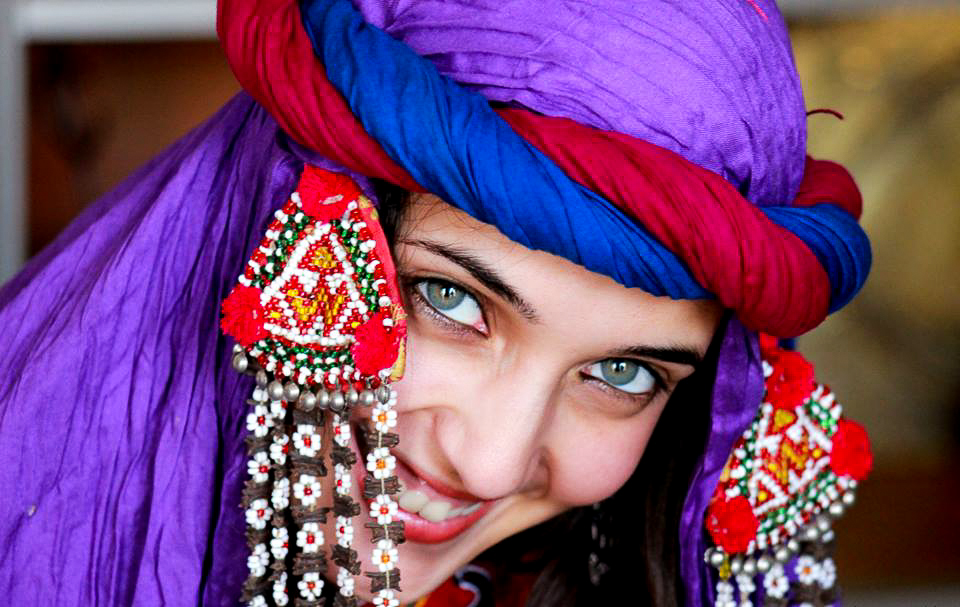
Chèches multicolores portés par une femme algérienne.

Dans la société touareg, les femmes ne portent pas traditionnellement le voile, alors que les hommes si.
Les Touaregs portent souvent une sorte de long vêtement souvent nommé takakat (en étoffe de coton nommé bazin) et un voile de tête masculin, appelé aussi taguelmoust (tagelmust en langue vernaculaire, ou aussi éghéwed et litham). Ce dernier est une sorte de turban d’environ quatre-cinq mètres de long enroulé autour de la tête pour se protéger du soleil, du vent, de la pluie, du sable, du froid… L’homme ne quitte normalement jamais son voile. Il peut être de différentes couleurs, telles que rouge, jaune, vert, mais deux couleurs ont une signification spéciale. Le blanc est porté pour montrer un signe de respect, un jour particulier. Le voile indigo est fait à partir de lin, souvent avec un tissage complexe. Il est porté les jours de fête (et les jours de froid car il est plus chaud que les voiles en coton). Sa teinture tend à se déposer peu à peu sur la peau, ce qui explique que l'on donne parfois aux Touaregs le surnom d’« hommes bleus ».
Le voile masculin provient de la conviction que se couvrir le visage en-dehors de la tente met en défaite les esprits malins (Kel essouff). C'est une pratique ancienne, tout comme le port d'amulettes contenant des objets sacrés et, plus récemment, des versets du Coran. Les hommes commencent à porter un voile lorsqu'ils atteignent la maturité. Le voile cache généralement leur visage, à l'exception de leurs yeux et du haut du nez. Les femmes touarègues, quant à elles, se couvrent rarement le visage.

### Cuisine
Le Taguella est un pain plat fabriqué à partir de farine de blé et cuit sous la cendre de feu de bois, le pain plat en forme de disque est enterré sous le sable chaud qui sert de four. Ensuite, le pain est cassé en petits morceaux et mangé mélangé à une sauce à la viande. La bouillie de millet appelée cink ou liwa est un aliment de base comme ugali et fufu. Le mil est bouilli d'eau pour faire un pap et mangé avec du lait ou une sauce épaisse. Les produits laitiers communs sont le lait de chèvre et de chameau appelé akh, ainsi que le ta komart et Tona, un yaourt épais. Eghajira est une boisson bourrée avec une louche. Il est fait en battant le millet, le fromage de chèvre, les dattes, le lait et le sucre et est servi sur les festivals. Un thé populaire appelé « atai » ou « ashahi » est fabriqué à partir de thé vert à la poudre à langer mélangé au sucre. Après le trempage, il est versé trois fois à l'intérieur et à l'extérieur du pot de thé sur le thé, la menthe et le sucre et servi en versant d'une hauteur de plus d'un pied dans de petits verres de thé avec une mousse sur le dessus.
Le cérémonial du thé est une manière de montrer l’hospitalité et un prétexte pour discuter avec le visiteur de passage. Le thé a été introduit au début du XXe siècle au travers de l’influence arabo-musulmane. Refuser un thé ou ne pas boire les trois thés est jugé impoli. En effet, les mêmes feuilles de thé vert sont utilisées pour confectionner trois services à la suite. « Le premier thé est amer comme la mort, le second est doux comme la vie et le dernier est sucré comme l'amour ».

### Artisanat

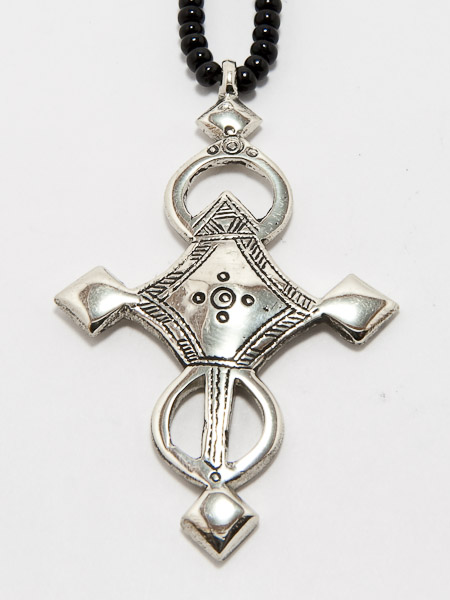
Croix touarègue Mano Dayak.

L'artisanat traditionnel est très présent chez les Touaregs. Les bijoux de la légende de la Croix du Sud recensent 21 modèles de croix. Ils sont en argent et fabriqués par les forgerons. Ces 21 croix sont considérées comme emblèmes de localité ou de région. Onze sont de l'Aïr (Agadez, Iférouane, Aïr, In Abangaret, Timia, Crip-crip, Thimoumoumène, Ingall, Taghmert, Takadenden, Bagzan), quatre sont de l'Azawak (Abalak, Tilya, Tchintabaraden, In Wagar), quatre représentent les autres centres du Niger (Tahoua, Madaoua, Bilma, Zinder). Deux n'ont pas de signification géographique : Karagha (lit en bois) et Bartchakea (très décoré).

### Langue
Les Touaregs ont comme langues maternelles les langues touareg. Un cluster dialectal, appartenant à la branche berbère de la famille afro-asiatique. Le touareg est connu sous le nom de Tamasheq par les Touaregs occidentaux au Mali, comme Tamahaq parmi les Touaregs algériens et libyens, et Tamajeq dans les régions Azawagh et Aïr au Niger.
Le missionnaire français Charles de Foucauld a compilé un dictionnaire du touareg à propos du dialecte parlé dans l'Ahaggar (Hoggar), dans le sud algérien actuel.
Pour Adolphe Hanoteau, le terme par lequel les Touaregs dénomment leur alphabet « tifinagh », proviendrait d'après lui de la même racine phonétique que le terme désignant phéniciens/puniques. Néanmoins, l'étymologie du terme peut probablement être d'origine berbère, comme le défend J. G. Février : « …faut-il supposer que les Numides auraient demandé aux Carthaginois seulement l'idée d'un alphabet consonantique, mais auraient emprunté ailleurs ou forgé les signes eux-mêmes ? ». Selon une hypothèse assez répandue, le terme est composé des mots berbères tifin qui signifie « trouvaille » ou « découverte » et de nagh, adjectif possessif qui signifie « notre ». Des travaux plus récents existent sur cet alphabet et permettent de remettre en perspective les avancées des travaux actuels,.

## Religion
Les Touaregs sont en majorité musulmans de la branche sunnite.
Certaines communautés touarègues suivent des voies soufies de la Qadiriyya et ses sous-branches Chadhiliyya, Khalwatiyya, Sanousiyya et Tayibiyya. Il existe chez les Touaregs deux types de soufisme issus de la même tariqa, mais qui se distinguent sur plusieurs points (date d’implantation, différence d’origine, et relation à la société).

### Littérature
- Littérature berbère
- Poésie amazighe

### Art
La plupart des œuvres d'art touareg sont des décorations en bijoux, en cuir et en métal appelés trik et épées finement fabriquées. La communauté Inadan fait de l'artisanat traditionnel. Parmi leurs produits, on trouve le tanaghilt ou le zakkat (la croix Agadez ou Croix d'Agadez), l'épée touareg (Takoba), de nombreux colliers en or et en argent appelés « Takaza » et des boucles d'oreilles appelées « Tizabaten ». Les boîtes de pèlerinage ont des décorations en fer et en laiton complexes et sont utilisées pour transporter des objets.
Chaque année, en janvier, a lieu le festival du désert à Essakane, près de Tombouctou au Mali, ainsi que celui d’Essouk, près de Kidal. Plusieurs autres festivals ont lieu à travers le pays Touareg, manifestations qui offrent une vraie occasion pour découvrir la culture touarègue : la cure salée à In-Gall, près d’Agadez. Les fêtes traditionnelles de Gani et Bianou à Agadez.

### Musique et danse
Une tradition de musique noble correspond aux classes dominantes (nobles ihaggaren et vassaux imyad) : poésie et chant, avec accompagnement d'imzad, surtout lors des anciennes réunions galantes d'ähâl,.
La musique touareg traditionnelle des bella (ikelan ou iklân, anciennement esclaves captifs) a deux composantes instrumentales principales : la vièle monocorde anzad (ou imzad) joué souvent pendant les soirées et un petit tambour couvert de peau de chèvre appelé tendé, joué pendant les courses de chameaux et de chevaux et d'autres festivités. Les chansons traditionnelles appelées Asak et Tisiway (poèmes) sont chantées par des femmes et des hommes pendant les fêtes et les occasions sociales. Un autre genre musical touareg populaire est takamba,, caractérisé par ses percussions afro.
Les danses chantées anciennes subsistantes sont tehîgelt, tazenghereht. Les danses masculines berezânna et tebel seraient plus récentes (1850). La danse isara est spécifique aux Haratins.
Le tahardent (de) est une variante de luth.
Le tichumaren est un style de musique revendicatif, à la guitare, dès les années 1960-1970, en rapport avec la situation de chômeur (ishumar), et accompagnant le malaise d'une partie de la jeunesse touareg. Depuis les années 1980, la musique touarègue s’est ainsi enrichie d’un nouveau courant, le blues touareg avec notamment les groupes Tinariwen ou bien Toumast.
Outre le Festival au désert et le Festival d'Essouk (Mali), les rassemblements culturels se font à Ghat (Libye) et Ghadamès (Libye), et Ingall (Cure Salée (en), Niger) et Akoubounou (Niger). La grande fête de Sebiba se tient à Djanet (Algérie).

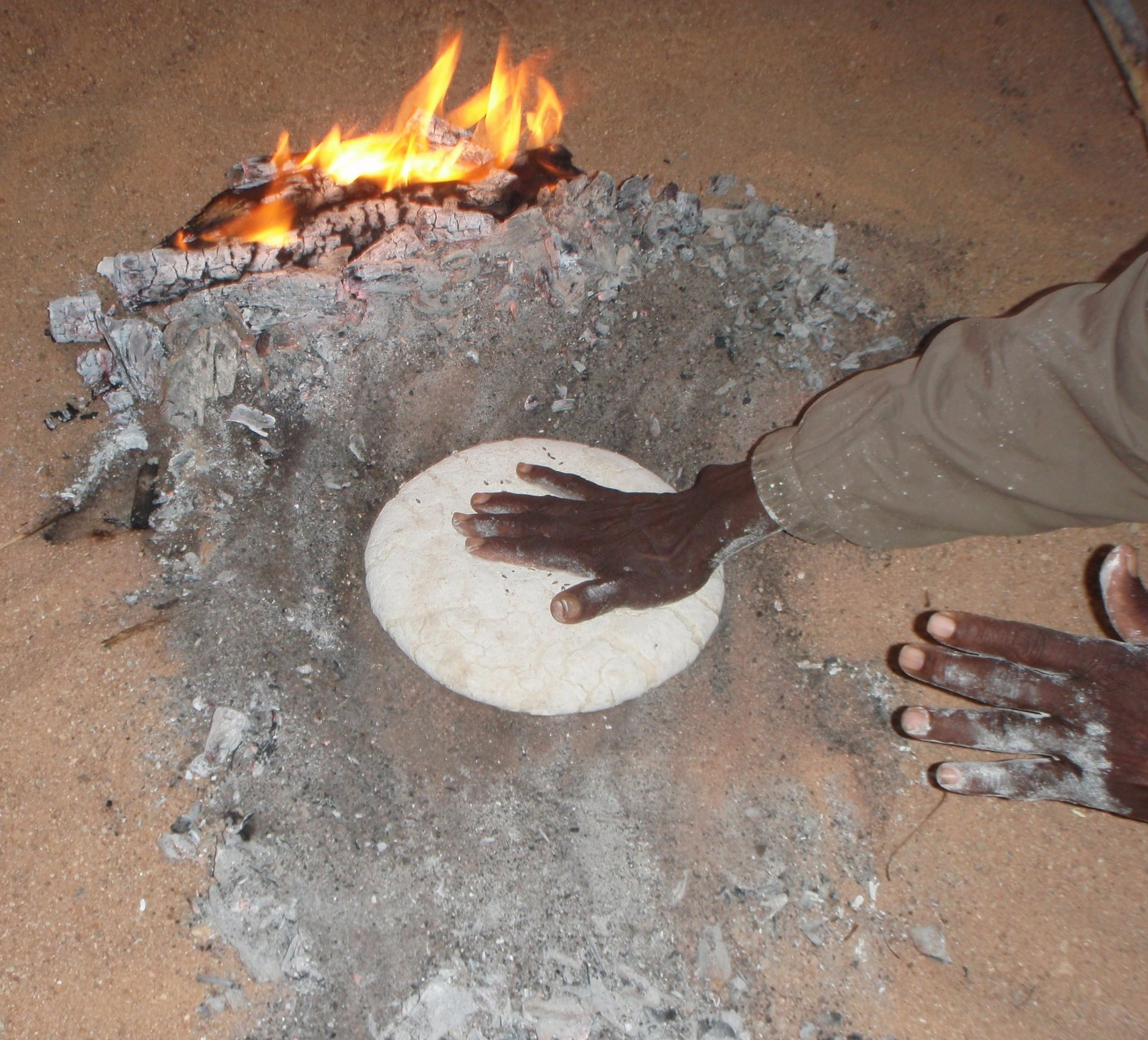
La Taguella, le « pain » des touareg.
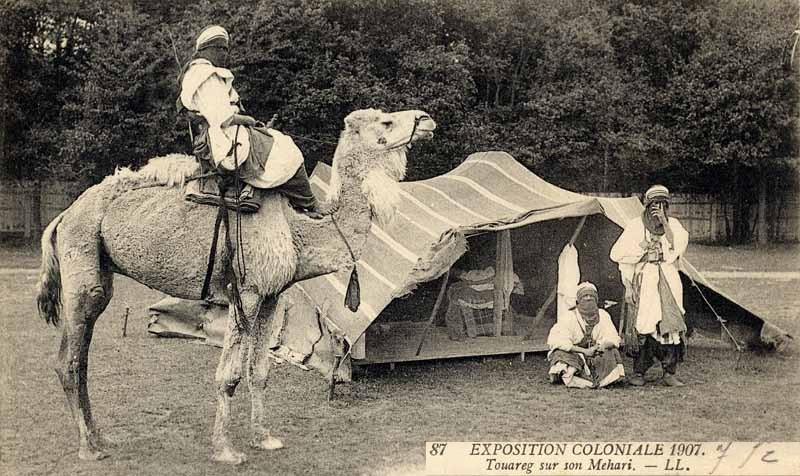
Targi sur son méhari, Carte postale de l'Exposition coloniale de 1907.
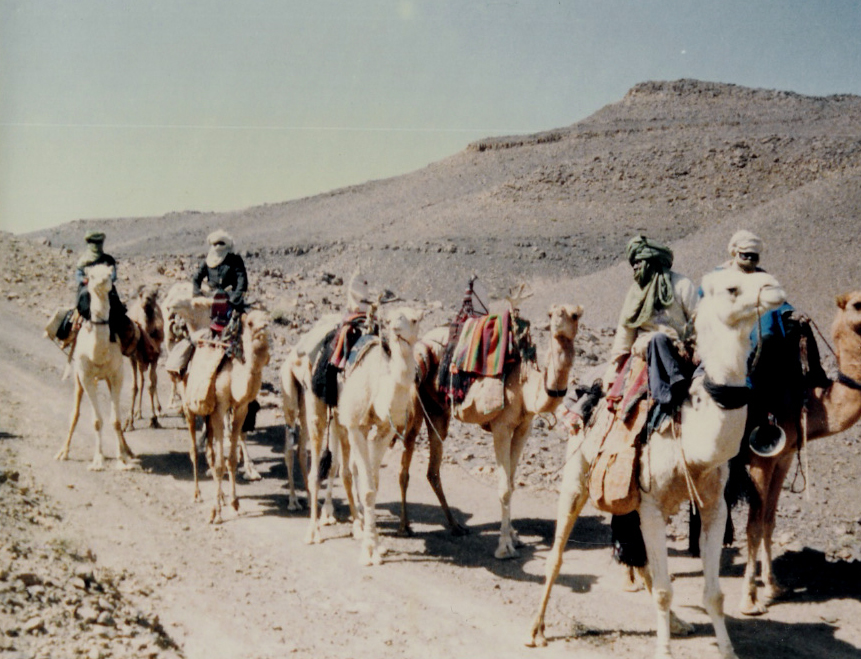
Touareg en déplacement.
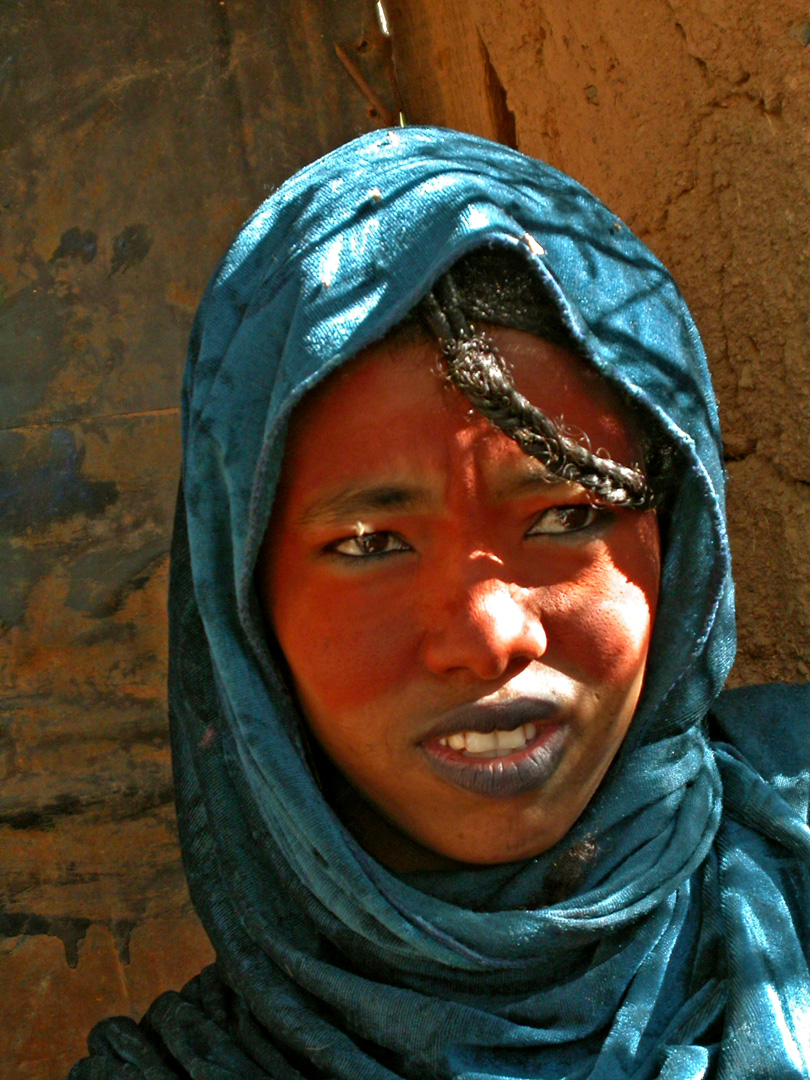
Jeune femme de Timia, au Niger.
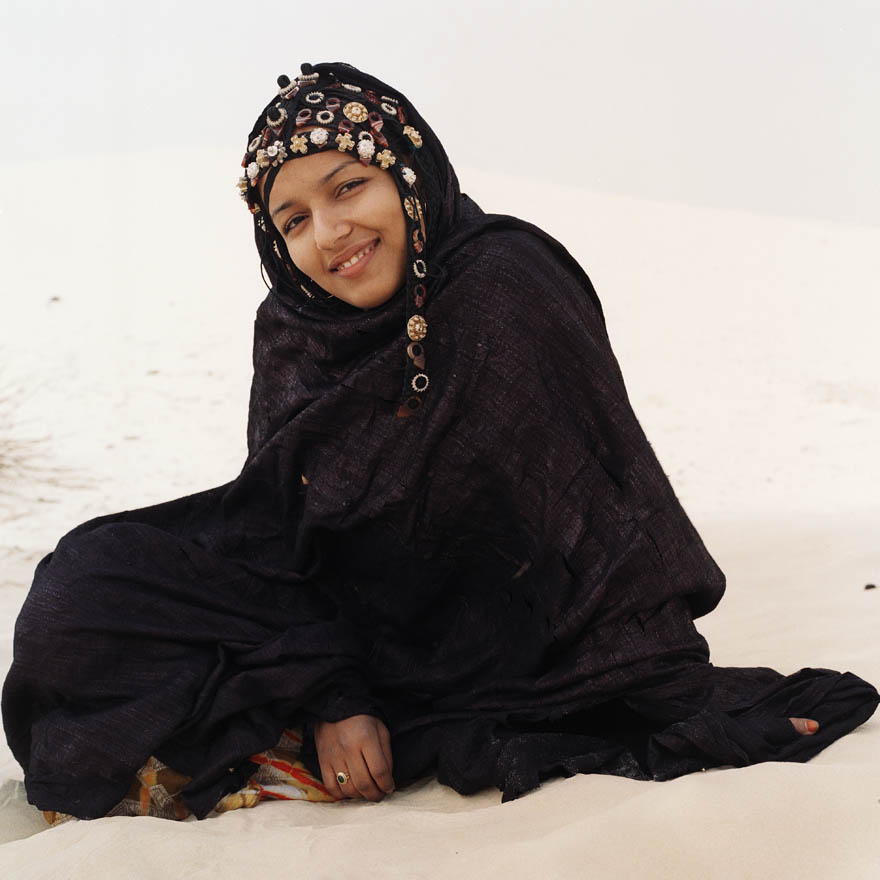
Jeune Targia du Mali.
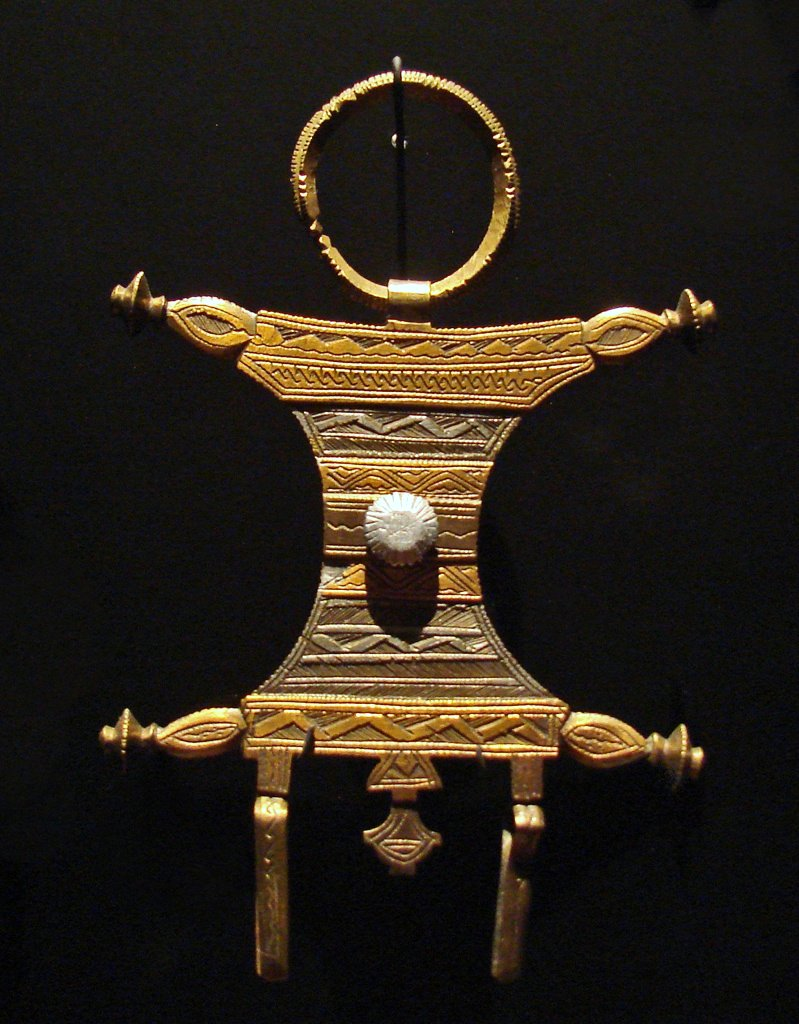
Bijou Touareg, Musée du quai Branly, Paris.

### Patrimoine zootechnique

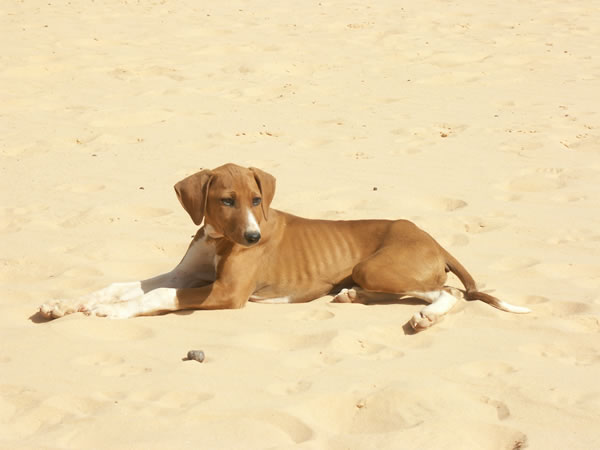
Chiot de race Azawakh couché dans le désert

Les conditions désertiques ont conduit à l'apparition d'un patrimoine zootechnique particulièrement adapté à la vie des Touaregs. La vie des Touaregs repose fortement sur le pastoralisme nomade, les animaux d'élevage sont donc l'élément vital de la société touarègue.
- La race bovine Azawak est une variété de zébu spécifiquement développée au fil des siècles par les Touaregs. C'est une race mixte productive en viande et en lait. Elle est particulièrement adaptée au milieu aride et est très résistante à la chaleur.
- Le dromadaire de race Azawak est un animal endurant et adapté à la course. C'est une race de couleur claire à l'allure élancée. Ce dromadaire est l'animal mythique de l'Azalaï et des caravanes transsahariennes.
- L'Azawakh, aussi appelé Lévrier Touareg ou Sloughi Touareg, ce lévrier est utilisé pour la chasse, sa rapidité lui permettant de se lancer aisément à la poursuite des antilopes et à la capture des oiseaux au vol. Il est également utilisé pour la garde. Léger, très fin, grand et élancé, il peut atteindre des vitesses approchant les 70 km/h. Il a été exporté récemment dans les pays occidentaux pour ses performances dans les cynodromes. Il est reconnu par la Fédération cynologique internationale depuis 1981[89].

## Économie
Leurs troupeaux décimés par les sécheresses, beaucoup de Touaregs nomades ont rejoint les villes. Ils y travaillent comme forgerons, artisans du cuir ou guides.

## Dans la fiction
- L'Atlantide (1919), roman de Pierre Benoit (1886-1962)
- Beau geste (1924), roman de Percival Christopher Wren (1875-1941)
- Touareg (1980), roman d'Alberto Vázquez-Figueroa (1936-)
- Désert (1980), roman de J. M. G. Le Clézio (1940-), et Gens des nuages (1999)
- Empires de sable (en), roman (1999) de David W. Ball (1949-)

### Langue
- René Basset, Grammaire, dialogues et dictionnaire touaregs, A. de Motylinski, revu et complété par le père de Foucauld, 1908
- René Basset, Dictionnaire abrégé touareg-français (dialecte de l’Ahaggar), Alger, Carbonnel, 1918-1920, 2 tomes
- Poésies touarègues (dialecte de l’Ahaggar), Paris, Leroux, 1925-1930, 2 tomes
- André Basset, Dictionnaire abrégé touareg-français des noms propres (dialecte de l’Ahaggar), Paris, Larose, 1940
- Charles de Foucauld, Dictionnaire touareg-français, Paris, Imprimerie nationale, 1951-1952, 4 tomes (réédition L'Harmattan, 2005). Voir aussi Déserts (choix d'entrées du Dictionnaire), préf. de Carlo Ossola, Paris, Rivages poche/Petite Bibliothèque, 2013.